# Щапов, Василий Иванович
Васи́лий Ива́нович Ща́пов (1790—1864) — русский купец, промышленник, меценат.

## Биография
Родился в 1790 году в Ростове Великом в семье купца 3-й гильдии в старообрядческой семье.
В начале XIX века Василий Щапов перебрался в Москву, остался там, накопил капитал и в 1826 году основал ткацкую фабрику. В справочнике «Промышленность Московской губернии» среди бумаготкацких фабрик значится и фабрика 2-й гильдии московского купца В. И. Щапова в собственном доме во 2-м квартале Басманной части: «…станов на ней 410, рабочих 485, годовое производство на 186 тыс. руб.» Фабрика Щапова вошла в число семи крупнейших московских ткацких предприятий. Фабрика Щапова просуществовала весь XX век, не раз меняя своё название (фабрика имени Осипа Звонкова, «Красная работница»). В 2002 году её здание было отдано под библиотечно-информационный центр городской публичной библиотеки им. Н. А. Некрасова.
Василий Иванович в течение последующей жизни связи с Ростовом не терял: до своей смерти присылал своему менее состоятельному брату Ивану деньги на содержание и страхование в Санкт-Петербурге отчего дома в Ростове. Он являлся старостой Богоявленского собора в Елохове, участвовал в строительстве нового храма, оплатив примерно треть необходимых работ — 70 тысяч рублей.
Умер В. И. Щапов в 1864 году в Москве. В 1866 году по его духовному завещанию Ростовское городское общество получило 10 000 рублей для раздачи с них процентов бедным.

### Семья
Щапов дважды был женат. Первой женой была Вера Ильинична Беляева (ум. 1841), была дочь Мария (ум. 1841). Второй женой Щапова была Елизавета Венедиктовна Щеколдина (ум. 1875), у них родились три сына, которые получили после смерти отца по 1/3 наследства: Илья Щапов (1846—1896) тоже стал предпринимателем и вместе с братом Петром Щаповым (1845—1890) основали торговый дом «Братья Петр и Илья Щаповы». Младший брат Петра и Ильи — Павел Щапов (1848—1888) предпринимателем не стал, занимался собиранием книг по истории России, собрав хорошую библиотеку, в которой были старопечатные и другие уникальные книги. Библиотека была им завещана Историческому музею.